# Cynthia Goytia
Cynthia Goytia es profesora argentina de economía urbana aplicada, Directora de la Maestría en Economía Urbana de la Universidad Torcuato Di Tella y Directora del Centro de Investigación en Política Urbana y Vivienda (CIPUV). Sus trabajos de investigación se focalizan en los aspectos aplicados de la economía urbana y su relación con la planificación urbana, la vivienda, el mercado de suelo, los servicios de infraestructura,  la política urbana y el desarrollo local. Indaga en la relación que se establece en el uso de la economía empírica y aplicada a los estudios urbanos, y, políticas de vivienda

## Biografía
Es Master en Economía Urbana (UTDT) y PhD Regional and Urban Planning - con dos especializaciones: Urban & Spatial Economics y Cities and Development, en London School of Economics and Political Science, UK. Cuenta, además, con el posgrado del de Sustainable Develoment and Partnerships en la Universidad de Cambridge, UK. 
Como consultora, trabajó para la Corporación Andina de Fomento (CAF), Naciones Unidas y UNU-WIDER, el Banco Mundial, el Banco Interamericano de Desarrollo. Desde 2008, realiza investigación en políticas de suelo con el apoyo de institutos de investigación especializados, como el Lincoln Institute of Land Policy de USA. 

## Publicaciones
- Urbanización y políticas de vivienda en China y América Latina y el Caribe. Perspectivas y estudios de caso. Li Shantong, Liu Yunzhong. Hu Biliang. Wei Houkai. Ni Pengfei. Wang Li’na. Xie Wenze. Zhang Yong. Zheng Bingwen. Cynthia Goytia, Diego Jorrat, Pablo Sanguinetti. Iván Canales, Ricardo Jordán. [Autores de Capítulo][12]
- Hábitat, acceso al suelo y financiamiento. Experiencias alternativas de producción sociohabitacional[13]
- High-skilled workers´ segregation and productivity in Latin American cities[14]
- Dossier 03 Hábitat - Comisión de Área Metropolitana CAI - CPAU[15]